# Carlo Freguglia
Carlo Freguglia (Ivrea, 18 aprile 1890 – Flondar, 28 agosto 1917) è stato un militare italiano, decorato di Medaglia d'oro al valor militare alla memoria durante la prima guerra mondiale.

## Biografia
Nacque a Ivrea (Torino) il 18 aprile 1890, figlio di Angelo Raffaele e fratello di Luigi Laureatosi in legge all'Università di Parma nel 1912, esercitò la professione di avvocato a Milano, dove si iscrisse al locale Circolo Filologico. Dopo l'entrata in guerra del Regno d'Italia, si arruolò nel Regio Esercito con il grado di sottotenente di complemento nell'ottobre del 1915.
In servizio presso il 7º Reggimento fanteria, il 12 ottobre 1916 rimase ferito a Vertoiba (Gorizia), e per questo fatto fu decorato con una Medaglia d'argento al valor militare. Trasferito in successione al 77°, al 89° ed infine alla 5ª Compagnia, 90º Reggimento fanteria della Brigata "Salerno", rimase ucciso a Flondar, sul monte Ermada, sopra a Duino, il 28 agosto del 1917. Fu decorato con la Medaglia d'oro al valor militare alla memoria.
La città di Milano l'ha onorato intitolandogli una via, che si trova vicino al tribunale, mentre la città di Roma ha posto in suo ricordo una lapide in Piazza Santa Croce in Gerusalemme. Il comune di Torino gli ha intitolato una piazza, nella zona collinare di Cavoretto.
La città di Ivrea gli ha dedicato una piazza dove sorgeva una caserma che fu anch'essa a lui dedicata.

### Annotazioni
1. ↑  Pluridecorato ufficiale del Regio Esercito.

### Fonti
1. 1 2 3 4 5 6 7  Ricchieri 1920, p. 57.
2. ↑  Decreto Luogotenenziale del 22 novembre 1917.